# Mountjoy Blount, I barón de Mountjoy
Mountjoy Blount, I barón de Mountjoy, circa 1597 al 12 de febrero de 1666, fue un cortesano y político inglés, que ocupó varios cargos bajo Carlos I de Inglaterra y apoyó a los Realistas en la primera guerra civil inglesa.

## Detalles personales
Mountjoy Blount nació alrededor de 1597, uno de los cuatro hijos nacidos de Charles Blount, VIII barón de Mountjoy (1563-1606) y su pareja Penelope Rich, Lady Rich (1563-1607). Su madre estaba casada con Robert Rich, I conde de Warwick; se separaron poco antes del nacimiento de Mountjoy, aunque no se divorciaron hasta 1605. Penelope era hermana del Conde de Essex, ejecutado por traición en 1601, lo que hizo que Blount fuera primo del futuro general parlamentario Robert Devereux, III conde de Essex.
Esto convirtió a Blount en medio hermano de Robert Rich, II conde de Warwick (1587-1658) y Henry Rich, I conde de Holland (1590-1649). También tenía tres hermanos y hermanas completos, Penelope (1592-?), Isabella y Charles (1605-1627); casi con certeza engendrados por Charles Mountjoy, estos niños fueron criados dentro de la familia Rich y aparecen en su genealogía, con la excepción de Mountjoy, quien fue legitimado después de la muerte de su padre.
El 7 de febrero de 1627, se casó con Anne Boteler, sobrina de George Villiers, I duque de Buckingham, amigo cercano y favorito de Carlos I de Inglaterra. Tuvieron cinco hijos que sobrevivieron hasta la edad adulta; Isabella (1630-1655), Anne (1637-1651?), Mountjoy Blount, II Conde de Newport (1630-1675), Thomas Blount, III conde de Newport (1637-1675) y Henry Blount, IV conde de Newport (1640-1679). Se dice que los tres hijos murieron sin descendencia, presuntamente debido a que tenían discapacidad mental.

## Carrera
Se convirtió en miembro de la corte de Jacobo I de Inglaterra y VI de Escocia, donde fue algo así como un favorito real, que participó en una mascarada ante el rey montada por James Hay, I conde de Carlisle, en Essex House el 8 de enero de 1620/1621. Formó parte del séquito que acompañó a Carlisle en una misión diplomática ante Luis XIII después del paso del Príncipe Carlos por París de incógnito en su camino a España en el momento de las negociaciones hacia el malogrado "Matrimonio Español".

## Conde de Newport
En julio de 1627, fue creado Conde de Newport en la Isla de Wight; Newport, como ahora se le conocía, participó en el Sitio de Saint-Martin-de-Ré en 1627 pero fue capturado en la Batalla de Pont du Feneau el 8 de noviembre. Sin embargo, fue liberado poco después.Tuvo un mando de contraalmirante en la ineficaz expedición para aliviar el Asedio de La Rochela en agosto de 1628, por la cual estuvo solicitando pago en los años siguientes. Se le concedió el cargo de Maestro de Artillería de por vida el 31 de agosto de 1634; como era de esperar en el siglo XVII, obtuvo una buena fortuna del cargo. A partir de su venta de pólvora a precios exorbitantes, a través del embajador español, para abastecer a la flota española que atacaba a las fuerzas holandesas en septiembre de 1639, se embolsó £1000, y el Rey, £5000.
Según su propia cuenta, negoció con el embajador para desembarcar soldados de la flota española en Dunkerque, a treinta chelines por cabeza, aunque Carlos había ordenado neutralidad pública. Sus parientes, el clan Rich-Devereux, estaban identificados con la oposición parlamentaria en la década de 1630. Aunque en Navidad de 1639, Newport participó con el Rey en la extravagante mascarada sobre el tema de Philogenes, el real "amante del Pueblo",con el regreso del Parlamento largo al año siguiente, Newport poco a poco se unió a las fuerzas de oposición en la Cámara de los Lores.
El punto de inflexión llegó durante el juicio de Thomas Wentworth, conde de Strafford en 1641, cuando el Coronel George Goring reveló a Newport un plan amateur de oficiales Realistas en Portsmouth para tomar por sorpresa a Londres, apoderarse de la Torre y de alguna manera rescatar al rey. Goring traicionó el plan a Newport, quien pasó la información a John Pym, quien la presentó en el momento más dramático y oportuno, sellando el destino de Strafford en el proyecto de ley de condena.
Cuando comenzó la primera guerra civil Inglesa en agosto de 1642, Newport sirvió en el ejército Realista y participó en la segunda batalla de Newbury en 1644. En enero de 1646 fue hecho prisionero y confinado en Londres bajo palabra de honor. Después de la Restauración de Carlos II en 1660, recuperó parte de su antigua influencia, pero la edad y la mala salud estaban pasando factura.
El 12 de febrero de 1666, murió en la Iglesia de St Aldate, Oxford, donde había ido para evitar la Gran peste de Londres, y fue enterrado en Christ Church, Oxford.